# Takht-e Shīrīn
Takht-e Shīrīn (persiska: تخت شیرین) är en ort i Iran.   Den ligger i provinsen Kermanshah, i den nordvästra delen av landet, 400 km väster om huvudstaden Teheran. Takht-e Shīrīn ligger 1 287 meter över havet och antalet invånare är 245.
Terrängen runt Takht-e Shīrīn är varierad.Runt Takht-e Shīrīn är det ganska tätbefolkat, med 185 invånare per kvadratkilometer. Närmaste större samhälle är Harsīn, 16,5 km sydost om Takht-e Shīrīn. Trakten runt Takht-e Shīrīn består till största delen av jordbruksmark.